# شكري بوزيان
شكري بوزيان (1 يناير 1962 -)، مطرب وملحن واستاذ موسيقى تونسي.

## حياته
ولد في ضاحية مقرين التونسية.

## مسيرته
بدأ مشواره الغنائي عام 1975 وفي عام 1977 شارك في مهرجان قرطاج الدولي كمطرب وقد ادى اغنية يعيشها ويحميها لعلي الرياحي عام 1978 وهو اصغر مطرب تونسي يعتلي مهرجان قرطاج شارك في مهرجان للأصوات الشابة، حيث فاز بالجائزة الأولى عن أدائه لأغنية 'ينجيك وينجيني لعلي الرياحيسنة 1979. برز اسمه سنة 1980 اثر مشاركته في مهرجان علي الرياحي وتحصله علر الجائزة الاولى بأغنية بيت الشعر عالرقوبة
درس في المعهد الثانوي برادس شعبة كهرباء وتقنية إلى غاية الدبلوم
1983:  تحصل على دبلوم الموسيقى العربية.
1986: ( تأسيس) بعث أول استوديو للتسجيل السمعي
1987: أنجز أول ألبوم (سجل من خلاله رقما قياسيا في المبيعات500.000 نسخة).
1987: حقق الفنان شكري بوزيان في نفس السنة انتشارا على الصعيد المغاربي
1988: ( تأسيس) تأسيس أول مدرسة حرة لتعليم الموسيقى
1992: عين كعضو في لجنة الاحتراف الفني منذ سنة 1992
1993: عين كعضو في لجنة التحكيم بمهرجان الهواة بمنزل تميم منذ سنة 1993
1994: أول عرض تونسي  يختتم مهرجان قرطاج الدولي تحت عنوان (صيف 94 )
  شارك في مهرجان الأغنية التونسية وتحصل على 7 جوائز كبرى ( 1989-1991-1993-1995-1997-2004- 2006
1999: (فكرة) بعث مشروع الإصدارات الموسيقية الذي تبنته وزارة الثقافة
2005:  تصميم وانجاز أول قرص مضغوط تفاعلي (برنامج تعليمي للأطفال)
2006: التحق الفنان شكري بوزيان بمدرسة الفنون والسينما(AC D E)لدراسة الإخراج
2010:  تقديم عرض فوندو 2010 على ركح مهرجان قرطاج الدولي
2014:  عرض جمهورية للجميع على ركح مهرجان قرطاج الدولي
2014: عين كعضو مجلس إدارة مؤسسة الحقوق الفكرية والأدبية والحقوق المجاورة
2016: تصميم وانجاز قرص مضغوط تفاعلي CONSERVATOIRE INTERACTIF
2017:تصميم وانجاز أول تطبيقه اندرو يد في العالم العربي لتعليم المقامات الأساسية
الشرقية على  PLAY STORE
2020 ; المدير الفني لمهرجان الاغنية التونسية في دورته 20 (بعد انقطاعه لمدة 12 سنة)
منذ عام 1977 تنقل الفنان شكري بوزيان إلى العديد من البلدان في إطار التبادلات الثقافية والسياحية والخاصة
المغرب - الجزائر - ليبيا - قطر - البحرين – سلطنة عمان - الأردن - سوريا – لبنان -الكويت - العراق - السعودية - السنغال - تركيا - مصر - اسبانيا-ألمانيا الشرقية - ألمانيا الغربية - تشيكوسلوفاكيا - فرنسا - بلجيكا- فيينا - إيطاليا - هولندا - سويسرا - بولندا - سلوفاكيا - النمسا - كندا
روسيا – السويد

في رصيده الغنائي اكثر من 400 عمل من الحانه اشتهر بعدد من الأغاني الناجحة منها صلي على سيدي النبي، محلاك يامّي. دورتني في صباعك.جرحي .قالوا كلام ....